# Jorge Ibargüengoitia
Jorge Ibargüengoitia (* 22. Januar 1928 in Guanajuato; † 27. November 1983 in Madrid) war ein mexikanischer Schriftsteller.

## Leben
Sein subtiler, teilweise auch gesellschaftskritischer und zynischer Humor kennzeichnet seine satirische Schreibweise (Esperpento) und verschaffte ihm große Beliebtheit bei den Lesern weltweit. Wenngleich auch Autor zahlreicher Theaterstücke, wurden international vor allem seine Romane übersetzt.
Er starb an Bord des Avianca-Flugs 011, der am 27. November 1983 in Madrid verunglückte.

## Werke (Auswahl)
Romane
- Abendstunden in der Provinz. Roman („Estas ruinas que ves“). Übersetzung von Peter Schwaar. Suhrkamp, Frankfurt/M. 1999, ISBN 3-518-22316-X.
- Augustblitze. Roman („Los Relámpagos de agosto“). Übersetzung von Peter Schwaar. Suhrkamp, Frankfurt/M. 1992, ISBN 3-518-22104-3.
- Maten al león. Mortiz, Mexiko 1969.
- Los pasos de López. Editorial Océano, Mexiko 1982.
- Die toten Frauen. Roman („Las muertas“). Übersetzung von Peter Schwaar. Suhrkamp, Frankfurt/M. 1991, ISBN 3-518-22059-4.
- Zwei Verbrechen. Roman („Dos crímenes“). Übersetzung von Christine Stemmermann. Rowohlt, Reinbek 1990, ISBN 3-499-12796-2.

Theaterstücke
- El atentado. Casa de las Américas, Mexiko 1963.
- Teatro. Editorial Mortiz, Mexiko 1989/190

1. „Susana y los jóvenes“, „Clotilde en su casa“, „La lucha con el ángel“. 1989, ISBN 968-27-0345-X.
2. „Llego Margó“, „Ante varias esfinges“ e tre piezas es un acto „El loco amor viene“, „El tesoro perdido“, „Dos crímenes“. 1989, ISBN 968-27-0347-6.
3. „El viaje superficial“, „Párago e mano“, „Los buenos manejos“, „La conspiración vendida“. 1990, ISBN 968-27-0346-8.